# Orde van Vorst Jaroslav de Wijze
De Orde van Prins Jaroslav de Wijze (Oekraïens: орден князя Ярослава Мудрого, orden knjazja Jaroslava Moedroho) is een hoge onderscheiding van Oekraïne.
De orde werd op 23 augustus 1995 ingesteld onder president Leonid Koetsjma en kan worden verleend voor erkenning van buitengewone verdiensten aan Oekraïne op het gebied van staatsvorming, het vergroten van het internationale aanzien van Oekraïne, het bevorderen van de economie, de wetenschap, het onderwijs, de cultuur, de kunsten en de gezondheidszorg en voor buitengewone charitatieve, humanistische en maatschappelijke activiteiten. De orde kent vijf graden, I, II, III, IV en V waarbij I de hoogste is.
De orde is vernoemd naar grootvorst Jaroslav de Wijze van het Kievse Rijk.

## Nederlandse dragers
De volgende Nederlanders zijn drager van de Orde van Prins Jaroslav de Wijze 

### In de eerste klasse
- Mark Rutte, minister-president en minister van Algemene Zaken, voor een belangrijke persoonlijke bijdrage aan de versterking van de interstatelijke samenwerking, de ondersteuning van de onafhankelijkheid en de territoriale integriteit van Oekraïne (2023).[3]

### In de derde klasse
- Wopke Hoekstra, minister van Buitenlandse Zaken, voor belangrijke persoonlijke verdiensten bij het versterken van de interstatelijke samenwerking, steun voor de staatssoevereiniteit en de territoriale integriteit van Oekraïne en een belangrijke bijdrage aan de promotie van de Oekraïense staat in de wereld (2022).[4]
- Kajsa Ollongren, minister van Defensie, voor een belangrijke persoonlijke bijdrage aan de versterking van de interstatelijke samenwerking, de ondersteuning van de onafhankelijkheid en de territoriale integriteit van Oekraïne (2023).[3]
- Liesje Schreinemacher, minister voor Buitenlandse Handel en Ontwikkelingssamenwerking, voor een belangrijke persoonlijke bijdrage aan de versterking van de interstatelijke samenwerking, de ondersteuning van de onafhankelijkheid en de territoriale integriteit van Oekraïne (2023).[3]

### In de vierde klasse
- Max van der Stoel, hoge commissaris inzake Nationale Minderheden, voor een belangrijke persoonlijke bijdrage aan het oplossen van de problemen van van nationale minderheden in Oekraïne (2001).[5]

## Belgische dragers
De volgende Belgen zijn drager van de Orde van Prins Jaroslav de Wijze

### In de eerste klasse
- Alexander De Croo, eerste minister van het Koninkrijk België (2024).[6]

### In de derde klasse
- Jacques Rogge, voorzitter van het Internationaal Olympisch Comité, voor een uitmuntende persoonlijke bijdrage aan de ontwikkeling en popularisering van de sport en de bevordering van de Olympische beweging in Oekraïne (2006).[7] In 2010 ontving hij de Orde van Verdienste in de Eerste Klasse.[8]
- Peter Moors, Kabinetschef van de Eerste Minister voor Veiligheid en Buitenland (2023).[9]

Orden van Oekraïne

Held van Oekraïne (Gouden Ster · van de Natie)

Vrijheid ·
Vorst Jaroslav de Wijze ·
Verdienste ·
Bohdan Chmelnytsky ·
Helden van de Hemelse Honderd ·
Dapperheid ·
Vorstin Olha ·
Daniel van Galicië ·
Dapper Werk in de Mijnen

Oekraïense presidentiële en militaire onderscheidingen

Kruis voor Militaire Verdienste ·
Ivan Mazepa-Kruis ·
Geëerd Beoefenaar van de Kunsten ·
25 jaar onafhankelijkheid ·
Gouden Hart

Ereteken ·
Medaille voor steun aan de Oekraïense strijdkrachten

Zie ook orden, onderscheidingen en medailles van:

Oekraïne (draagvolgorde) · 
Oekraïense Volksrepubliek (Orde van het IJzeren Kruis) · 
 OekSSR (Rode Vlag van de Arbeid)